# フォルテ西条
フォルテ西条（フォルテさいじょう）は、愛媛県西条市船屋にあった南ヨーロッパの街並みをイメージしたガソリンスタンド併設のテーマパーク。当時愛媛県内最大級のガソリンスタンドやカー用品店が敷地内にあり、ガソリン販売店の過渡競争による利益減少を、併設したテーマパークでの集客力や利益で補うという斬新なアイデアで企画された。1997年8月にオープンした。事業主体は、農村型テーマパークを全国展開している株式会社ファームであり、ファームにとって11番目のテーマパークであった。運営はファームの関連会社である西条石油株式会社であった。営業的に成功すれば全国展開する予定であったが、わずか2年後の1999年7月26日より休園となり、そのまま閉鎖された。

## オープンまで

### 計画
株式会社ファームの創業者であり、当時の社長だった久門渡は、ファーム以外に10社ほどの企業を経営し、西条石油もその中の1つであった。西条石油は1967年に設立され、久門が社長を務めており、当時愛媛県内外で24か所のガソリンスタンドを経営していた。規制緩和によるガソリンスタンド同士の競争が激しくなる中、ガソリンスタンドと欧州風自然公園の複合施設とすることで集客力を強化し、ゆくゆくは全国展開を考えていた（当時はコンビニエンスストアとガソリンスタンドの複合施設など、さまざまな形態が検討されていたが、まだ試行錯誤の段階であった）。久門社長は、「中世ヨーロッパをイメージした食と文化を紹介する施設で、年間100万人の来客を見込んでいる。全国展開を目指した実験的施設でもあり、将来は人口4万人から10万人の都市を中心に開設したい」と説明した。フォルテ西条のガソリンスタンドは同社の他店舗より7-8％低価格に設定し、公園施設との相乗効果で年間ガソリン販売量5000キロリットルを見込んでいた。年間売り上げ目標は11億円であった。

### 着工
1997年5月より着工。1997年8月までに10億円をかけて南欧州の街並みを再現した建物群とガソリンスタンドをオープンさせ、1998年4月までに更に5億円をかけてスポーツ施設を含めた公園部分を拡張する予定であった。入園は無料で、園内の物品販売の利益で施設を運営する方針であった。運営会社の西条石油は、オープンに合わせて社名変更し株式会社「カステル」となった。キャッチフレーズは「太陽と緑に満ちた、南ヨーロッパへようこそ」。また1998年春には、同様コンセプトのガソリンスタンド併設施設の「フォルテ大洲」を愛媛県大洲市に建設予定とした。

## 立地
愛媛県西条市船屋の愛媛県道13号壬生川新居浜野田線の船屋石風呂交差点近くのグループ企業の工場跡地が用地となった。敷地面積は約4万5000平方メートル。
| 撮影年 | 1993年                                                          | 1998年 | 2010年 |
| ------ | --------------------------------------------------------------- | --- | --- |
| 写真   |                                                                 | | |
| 説明   | フォルテ西条が建てられる前の用地。 グループ企業の工場が見える。 | 営業中の衛星写真。左上より時計回りで、カー用品店、ガソリンスタンド、南欧州の街並み、自然公園の4つの区画が見える。 | 閉園後。既に南欧州の街並みと自然公園は撤去されている。オレンジ色の屋根のカー用品店の建物(中央）と、白い屋根のガソリンスタンドが残る。 |

## 設備

### 街並み区画
南欧州の街並みを再現した建物群には、イタリア料理のレストランや輸入食料品・雑貨の販売所、ピザやドイツ風パン工房など10店舗ほどが配置された。野外ホールも造る計画で、ヨーロッパの民俗芸能やクラシック音楽コンサートなどを開催が検討されていた。街並みは、ヨーロッパから13世紀の石材を輸入して使用し、本格的な町並みとした。また、西条市内に1998年3月完成予定のアサヒビール四国工場（1998年操業、2023年1月31日操業終了：愛媛県西条市ひうち2-6）と提携し、できたてのビールが飲めるようになっていた。石畳の広場では地元農協の協力で野菜や果物の朝市も毎朝開催された。 園内には窯商会の2連式外壁角石タイプの石窯が設置された。他にウインナソーセージやアイスクリームや土産物等も販売された。 庭内にはコスモスや、ひまわりの花も植えられ、噴水や熊の彫刻なども設置された。建物は南仏をイメージして、全て赤い屋根瓦を使用し、壁の色はクリーム色で統一されていた。

### 自然公園
1998年4月完成の自然公園内には、サイクリングコースやパターゴルフ場が計画された。ゴーカートコースも設けられた。南欧州の街並みを再現した建物群の西側に配置された。

### ガソリンスタンド
ガソリンスタンド部分の面積は約2500平方メートル。利用客が自分で給油する完全セルフ化を見込んだ“セミセルフ”タイプの給油所であり、スタッフは給油作業だけ行い車の窓ガラスふきや灰皿の清掃サービスなどはしない方針で運営された（当時はまだ客自身が給油作業を行うセルフガソリンスタンドは認可されていなかった）。（北緯33度56分27秒 東経133度12分39秒 / 北緯33.940915度 東経133.210971度）

### カー用品店
オートバックスのような形態の大規模なカー用品店が併設され、車検や整備、車のカスタム化などを請け負った。白い壁にオレンジ色の屋根を配置し、南欧をイメージした外観であった。（北緯33度56分27秒 東経133度12分37秒 / 北緯33.940795度 東経133.210324度）

## 閉鎖
テーマパークとの相乗効果によるガソリンスタンドの経営改善は、目論見通りには作用しなかった。大洲市に「フォルテ大洲」を建設する計画はキャンセルされた。皮肉なことに、フォルテ西条のオープンの翌年となる1998年に消防法が改正され、セルフ給油のガソリンスタンドが認可された。フォルテ西条は、「1999年7月26日より、改装のためしばらく休業」という告知がなされ休園となり、そのまま閉鎖した。わずか2年足らずの営業であった。
「西条石油」改め「カステル」が運営するガソリンスタンドは、1997年には24カ所ありフォルテ西条のガソリンスタンドは25カ所目であったが、2009年には運営するガソリンスタンドは8カ所に減った。1998年（平成10年）5月には、カステルのガソリンスタンド事業がファームに統合される。2003年10月には、ファームはガソリンスタンドの運営から撤退する。2019年現在、愛媛県道13号壬生川新居浜野田線の船屋石風呂交差点近くにカー用品店とガソリンスタンドの建物だけが残る。欧州の街並みは解体され、荒れ放題の林になっていたが、2018年までに今治造船西条工場の社宅として整備された。ガソリンスタンドも長く放置されていたが、2019年現在檜垣産業の西条給油所として営業している。自然公園は荒地のままとなっている。

## 周辺
ファームは、同時期に類似したテーマパークを至近距離に建設・運営していた。フォルテ西条から車で15分・距離10kmの場所には市倉ファームがあり、市倉ファームから国道194号線を南へ車で10分・距離8kmの加茂川沿いには石鎚芸術村チロルの森があり、ファームによる類似テーマパークが密集する地域であった。

## 類似のテーマパーク
ファームは、2店舗目のガソリンスタンド併設のテーマパーク「フォルテ大洲」を大洲市に計画したが、これは断念された。1998年に「エルンテ大洲」というドイツの田舎町をイメージし、ホームセンターとスーパーを併設したテーマパークを大洲市にオープンしている。エルンテ大洲に併設されたホームセンターとスーパーも、久門が経営する会社であったが、こちらも2003年までに閉鎖した。